# Sigismund Waitz

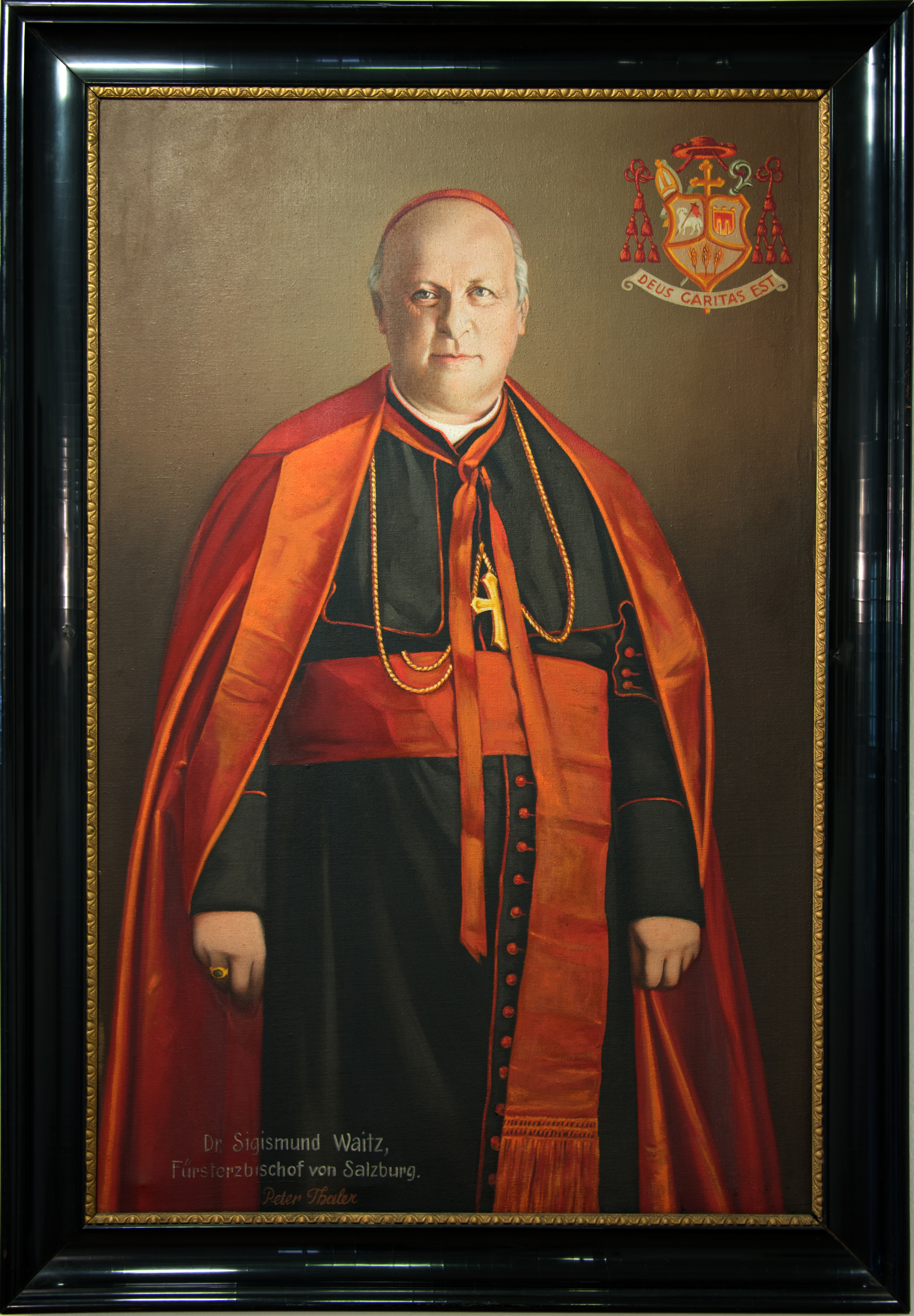
Erzbischof Dr. Sigismund Waitz (Porträt von Peter Thaler – zwischen 1935 und 1941)

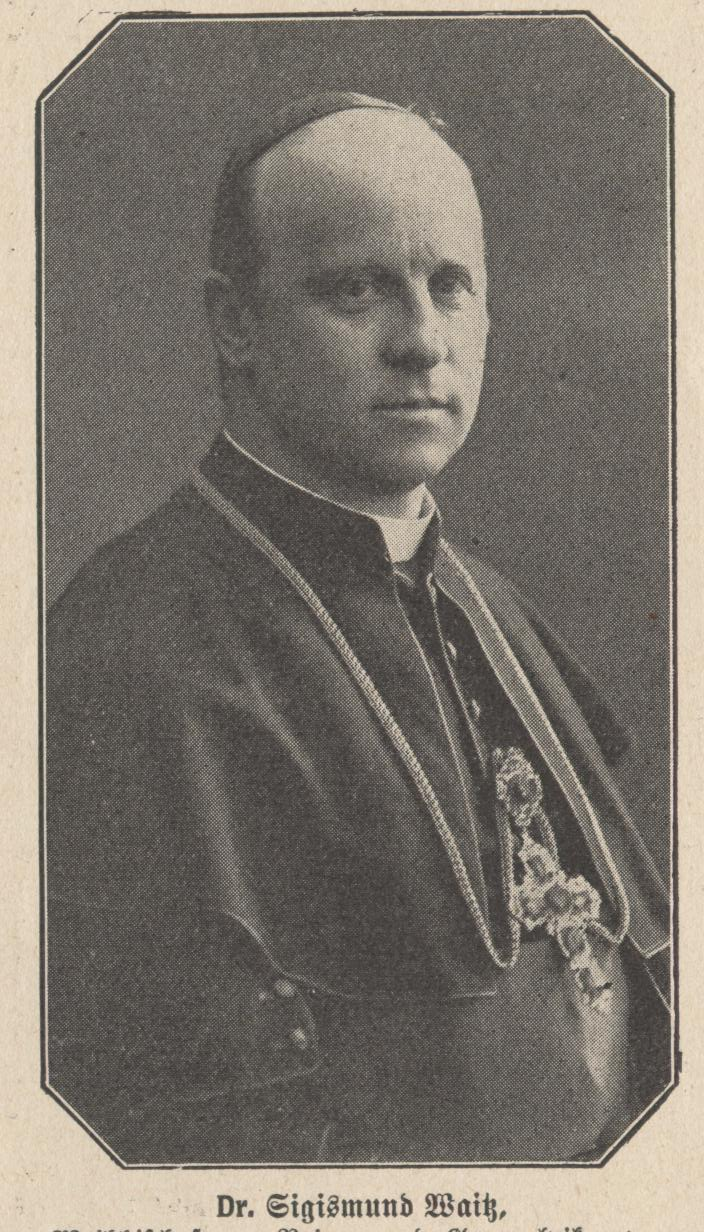
Sigismund Waitz als Bischof von Brixen (1913)

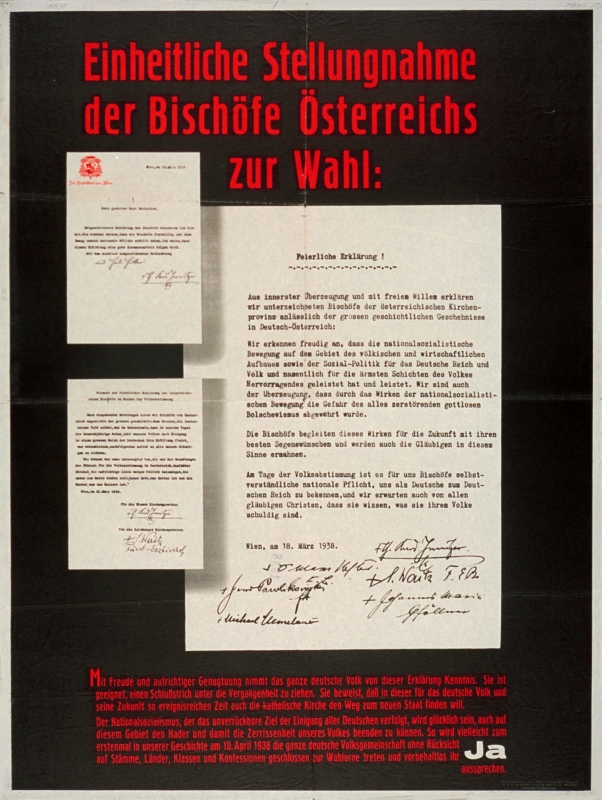
Unterstützung des Anschlusses Österreichs (1938)

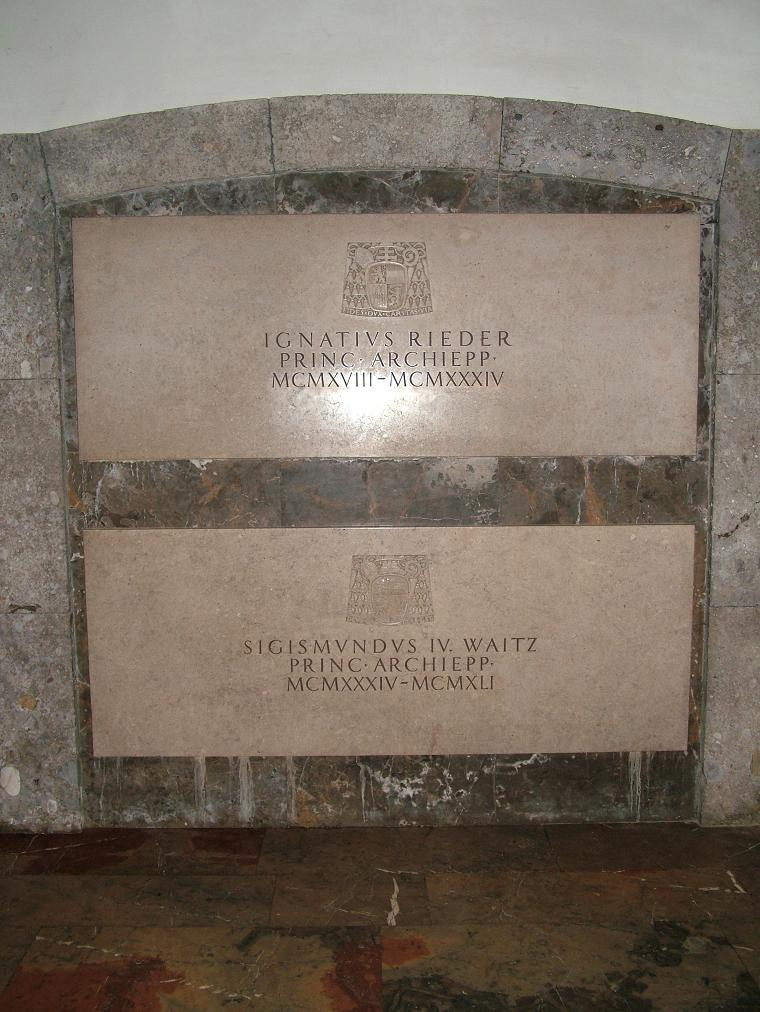
Gräber der Erzbischöfe Rieder und Waitz

Sigismund Waitz (* 29. Mai 1864 in Brixen, Südtirol; † 30. Oktober 1941 in Salzburg) war von 1934 bis 1941 Erzbischof von Salzburg.

## Leben
Sigismund Waitz war der Sohn einer wohlhabenden, in Brixen alteingesessenen Kaufmannsfamilie. Ab 1874 besuchte er als Internatsschüler des Knabenseminars Cassianeum in Neustift das dortige Gymnasium der Augustiner-Chorherren, an dem er 1882 die Matura ablegte. Anschließend studierte er Theologie in Innsbruck und in Brixen. Am 29. Mai 1886 wurde er zum Priester geweiht.

### Seelsorger, Journalist und Kommunalpolitiker
13 Jahre wirkte er in der Pfarrseelsorge im Bistum Brixen: als Aushilfspriester in Weerberg, als Kooperator und Provisor in Trins, als Kooperator in Innichen und als Administrator in Dietenheim. Neben diesen Aufgaben fand er Kraft für ein weiterführendes Studium. 1890 wurde er von der Universität Innsbruck zum Dr. theol. promoviert. Zudem war er von 1891 bis 1898 Redakteur der Brixener Chronik, zuletzt deren Chefredakteur, und engagierte sich in den Kommunalpolitik. Er war Mitglied des Brixner Bürgerausschusses.
Er veröffentlichte wiederholt über Therese von Konnersreuth. Sein Büchlein, Die Botschaft von Konnersreuth, hat mindestens fünf Auflagen und einen Gesamtdruck von über 50.000 Exemplaren erlebt.

### Theologieprofessor und Landtagsabgeordneter
1899 berief ihn Fürstbischof Simon Aichner zum Professor für Moraltheologie und Soziologie am Priesterseminar Brixen. Zwischenzeitlich (1904/1905) war er zum Religionslehrer von Erzherzog Karl bestellt, dem er zeitlebens verbunden blieb. Von 1909 bis 1914 gehörte er mit Virilstimme dem Tiroler Landtag an. Als „Vorkämpfer der katholischen Anti-Alkoholbewegung“ hielt er 1907 eine Ansprache auf dem Katholikentag in Würzburg.

### Generalvikar, Weihbischof und Apostolischer Legat
Am 24. April 1913 wurde Waitz als Nachfolger von Franz Egger zum Generalvikar für Vorarlberg mit Sitz in Feldkirch ernannt, zwei Wochen darauf, am 9. Mai 1913, zum Weihbischof in Brixen und Titularbischof von Cibyra. Am 8. Juni 1913 wurde er durch Franz Egger, den Bischof von Brixen, zum Bischof geweiht. Mitkonsekrator war der Bischof von Trient, Celestino Endrici. Am Ende des Ersten Weltkrieges, als die Gefahr einer Teilung Tirols wuchs, wurde Waitz zum Apostolischen Legaten für Nord- und Osttirol bestellt.

### Apostolischer Administrator von Innsbruck-Feldkirch
Nach der Teilung Tirols 1920 infolge des Vertrags von Saint-Germain setzte sich Weihbischof Waitz energisch und letztlich erfolgreich dafür ein, dass für den bei Österreich verbliebenen Teil Tirols ein neuer Sprengel geschaffen wurde: die Apostolische Administratur Innsbruck-Feldkirch, zu deren Apostolischem Administrator er – zunächst provisorisch – am 9. April 1921 ernannt wurde. „In gewisser Weise hat er sich somit selbst eine «Diözese» geschaffen.“ 1925 übertrug die Konsistorial-Kongregation, die in der Römischen Kurie für die Bischöfe zuständig war, ihm die uneingeschränkten bischöflichen Rechte.
Das Amt des Apostolischen Administrators von Innsbruck-Feldkirch hatte Waitz bis 1938 inne, das Amt des Generalvikars von Vorarlberg bis zu seinem Tod. Auch nach dem Untergang der Monarchie blieb er sozialpolitisch rührig. Mit seinem Sozialhirtenbrief „Lehren und Weisungen der österreichischen Bischöfe über soziale Fragen der Gegenwart“ von 1925 wurde Waitz zu einem Wegbereiter der Enzyklika „Quadragesimo anno“ von Papst Pius XI. Er befürwortete den Aufbau eines Ständestaates in Österreich und die Einrichtung einer paramilitärischen christlichsozialen „Heimwehr“ als Gegenpol zum paramilitärischen republikanischen Schutzbund. Die Pfarrer beauftragte er, die Pfarrseelsorge nach den vier „Naturständen“ (für Väter, für Mütter, für Jungmänner und für Jungfrauen) und als Teil der Katholischen Aktion einzurichten.

### Erzbischof von Salzburg
Am 10. Dezember 1934 wählte das Salzburger Domkapitel Waitz zum Erzbischof von Salzburg, die Ernennung durch den Papst folgte am 27. Jänner 1935. Waitz trug als vorletzter Salzburger Bischof den persönlichen Titel Fürsterzbischof, sein Nachfolger, Andreas Rohracher, verzichtete 1951 auf diesen weltlichen Titel. Als Erzbischof von Salzburg widmete sich Waitz den Fragen des sozialen Elends und der hohen Arbeitslosigkeit. Gegenüber dem aufkommenden Nationalsozialismus nahm er eine ablehnende Haltung ein und blieb auch während der Herrschaft des Nationalsozialismus in Österreich betont distanziert. Nach dem Anschluss Österreichs stellten die Nationalsozialisten ihn zeitweise unter Hausarrest. Wieder und wieder protestierte er bei den Behörden gegen Rechtsbrüche des NS-Regimes.
Waitz war in verschiedenen Studentenverbindungen aktiv. So war ab 1923 Ehrenmitglied in der damals noch verbandsfreien Studentenverbindung Vindelicia in Hall in Tirol, (später in Innsbruck, s. AV Vindelicia Innsbruck), sowie auch Ehrenmitglied  bei AV Austria Innsbruck (ab Juni 1924) im CV und KStV Rhenania Innsbruck im KV/ÖKV. 1934 war er Gründungsmitglied der K.Ö.L. Austria-Salzburg im Akademischen Bund Katholisch-Österreichischer Landsmannschaften.
Erzbischof Sigismund Waitz starb am Morgen des 30. Oktober 1941 in der Prälatur der Erzabtei St. Peter, wo er seit dem Anschluss Österreichs an das Dritte Reich sein Asyl genommen hatte. P. Benedikt Probst spendete ihm die „Sterbesakramente“. Er wurde in der Krypta des Salzburger Doms beigesetzt.

## Auszeichnungen
- 1910: Ritterkreuz des Franz-Joseph-Ordens
- 1936: Großkreuz des österreichischen Verdienstordens